# Аделаїда Айленбурзька
Аделаїда Айленбурзька (також Мейсенська); 1030 — 26 січня 1071) — маркграфиня Австрії, дружина маркграфа Ернеста Австрійського. Була донькою маркграфа Східної Саксонської марки Деді I, з дому Веттинів та його першої дружини Оди Лужицької.
У 1060 році вона вийшла заміж за маркграфа Ернеста Австрійського, з дому Бабенбергів, під час його правління і стала маркграфинею Австрії. Вона була його першою дружиною.

## Родина
У Аделаїди та Ернеста було четверо дітей:
- Леопольд II (пом. 1095)
- Адальберт I, граф Пернегг (пом. 1100)
- дочка, яка одружилася з графом Германом I Пойгена
- Юстиція вийшла заміж за графа Оттона II Дісен-Вольфратсгаузена